# Hannes Anier
Hannes Anier est un footballeur estonien né le 16 janvier 1993 à Tallinn. Il évolue au poste d'attaquant au FC Flora Tallinn.

## Carrière
- 2009-2011 : FC Flora Tallinn ( Estonie)
  - 2009 : FC Warrior Valga ( Estonie) (prêt)
  - 2009 : FC Elva ( Estonie) (prêt)
- mars 2012-2013 : OB Odense ( Danemark)
- 2014-jan. 2015 : FC Erzgebirge Aue ( Allemagne)
- depuis sep. 2015 : FC Flora Tallinn ( Estonie)

## Palmarès
- Championnat d'Estonie de football : 2011 et 2017
- Coupe d'Estonie de football : 2011